# Solaire Open
Het Solaire Open is een jaarlijks golftoernooi in de Filipijnen, dat deel uitmaakt van de Aziatische PGA Tour. Het werd opgericht in 2013 en wordt sindsdien gespeeld op de East Course van de Wack Wack Golf & Country Club in de hoofdstad Manila.
Het toernooi wordt gespeeld in een strokeplay-formule van vier ronden en na de tweede ronde wordt de cut toegepast.

## Winnaars
| Jaar | Winnaar        | Score | Score | Info |
| ---- | -------------- | ----- | ----- | ---- |
| 2013 | Wen-tang Lin   | 285   | –3    |      |
| 2014 | Richard T. Lee | 277   | –7    |      |

| Toernooirecord |  | po = winnaar na play-off |